# Machine van Marly

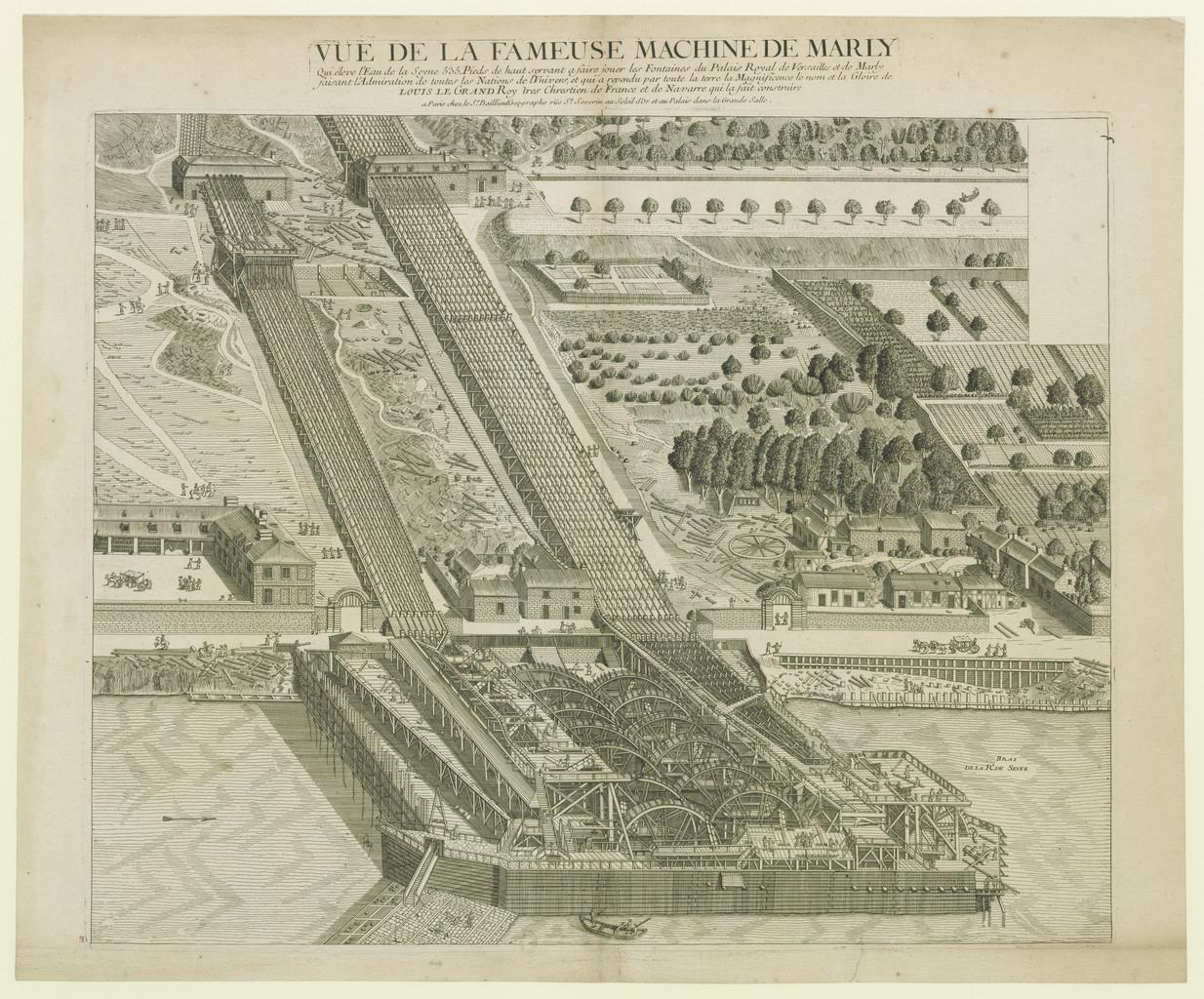
Gravure van de oorspronkelijke machine van Marly

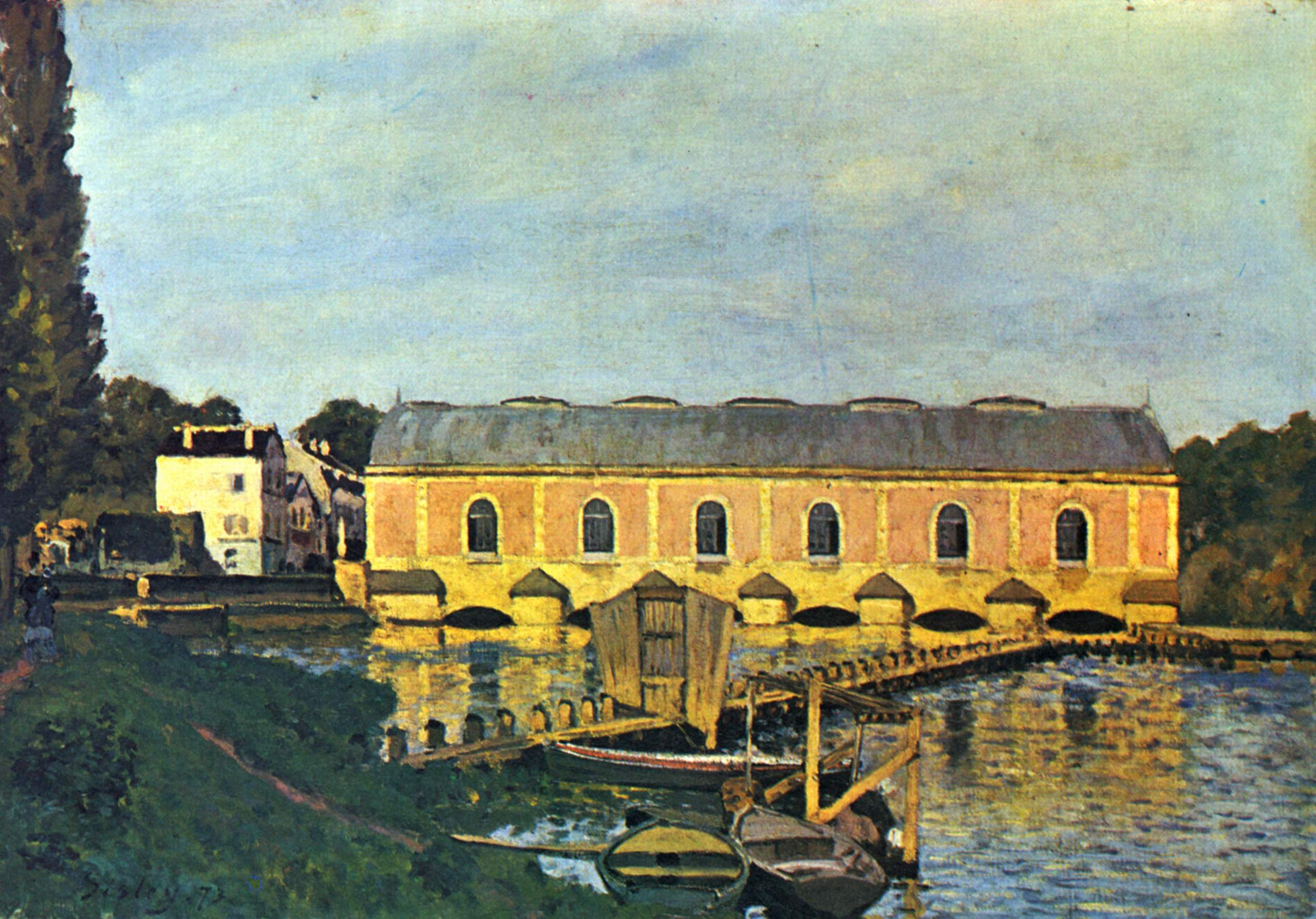
Pompenhuis uit 1858 op een schilderij van Alfred Sisley

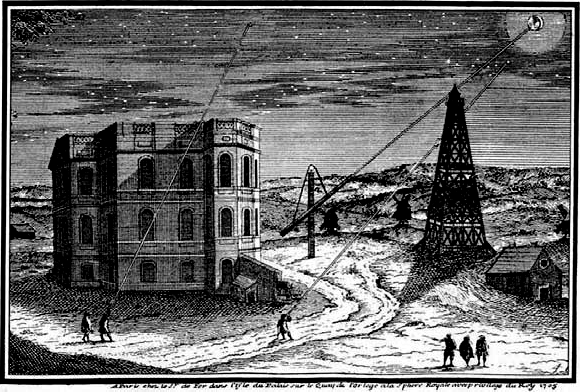
Een ets van het Observatorium van Parijs in het begin van de 18de eeuw met de houten "Marly toren" aan de rechterkant, een ontmanteld gedeelte van de machine van Marly dat overgebracht werd naar het Observatorium door de astronoom Giovanni Domenico Cassini om grote telescopen op te monteren

De machine van Marly was een hydraulisch pompsysteem om water uit de Seine op te pompen voor de fonteinen van het paleis van Versailles en die van het paleis van Marly. Ondanks haar naam lag het complex niet in Marly maar in Bougival.

## Eerste machine van Marly
Lodewijk XIV had grote hoeveelheden water nodig voor de fonteinen van Marly-le-Roi en Versailles. Er waren reeds talrijke pogingen gedaan om water naar de fonteinen te krijgen. Arnold de Ville ontwierp een pompsysteem gebaseerd op een prototype in het Kasteel van Modave. Het bestond uit veertien waterraderen van elk 11,5 meter diameter, die door de waterstroom van de Seine werden aangedreven, en die 221 pompen aandreven om het water 162 meter hoger naar een reservoir op de heuvel van Louveciennes te pompen. Dit gebeurde in drie etappes, wat nodig was vanwege de beperking dat de leren kleppen in de pompen de hoge tegendruk van het in een keer op te stuwen water niet aankonden. De pompen van de tussenstations werden elk van kracht voorzien door heen en weer bewegende stangen vanaf het onderstation en die voor hun beweging door de waterraderen werden aangedreven. Vanaf Louveciennes legde het water over 10 kilometer haar weg af door verval via het 643 meter lange op Romeinse wijze gebouwde Aquaduct van Louveciennes (ook wel Aquaduct van Marly genoemd) naar het reservoir van het kasteel van Marly en het reservoir van Louvechennes, en vanaf daar via een pijpleiding naar de reservoirs van de tuinen van het Paleis van Versailles. Om het aquaduct te bereiken werd het water via de toren van Levant opgestuwd.
De machine leverde 700 pk op en kon 5000 m3 water opstuwen, maar door slijtage in de loop der tijd daalde dit geleidelijk naar nog maar 640 m3 in 1798 en in 1819 werd de machine na 133 jaar in bedrijf te zijn geweest, stopgezet en vervangen door stoomkracht.
In 1661 begon de bouw, door aannemer Rennequin Sualem uit het Prinsbisdom Luik. Het project was klaar in 1684 en had toen 3.859.583 livres tournois Franse ponden gekost, omgerekend naar de huidige waarde: rond 22 miljoen euro. 
De kade voor de machine werd naar Sualem genoemd: Quai Rennequin Sualem. Het schild van de stad Luik was in het mechanisme geslagen.
De machine lag regelmatig stil door mankementen en brandjes ten gevolge van oververhitting, en moest door een zestigkoppige ploeg van loodgieters, smeden, houtbewerkers en mechanici onderhouden worden. De jaarlijkse onderhoudskosten bedroegen tussen de 49.000 en 89.000 livres.

## Tweede Machine van Marly
Na de totale sloop van de oude machine van Marly werd op dezelfde plaats een door stoommachines aangedreven pompsysteem gebouwd, waarbij ook een aantal resterende onderdelen werden hergebruikt, dat vanaf 1827 het park van Versailles, maar ook de omliggende woongemeenschappen, van 2000 m3 water per dag voorzag. De exploitatiekosten lagen echter zeer hoog, omdat de stoommachines grote hoeveelheden dure steenkool verbruikten.
Napoleon III initieerde in 1854 op dezelfde locatie de bouw de bouw van een nieuw, nu opnieuw een door waterkracht bediend pompstation. Deze tweede machine van Marly werd ontworpen door de ingenieur Xavier Dufrayer en was veel krachtiger dan zijn voorganger uit 1684. Zes waterraderen, elk 12 meter in diameter en 4 meter breed, dreven de pompen aan, die in staat waren om 18.000 tot 20.000 m3 water per dag bergopwaarts uit de Seine te pompen. Bij normaal bedrijf werd 7000 m3 water opwaarts getransporteerd.
Op 9 juni 1859 werd Marly's tweede machine in bedrijf gesteld en was gedurende meer dan 100 jaar in dienst. De laatste jaren deed hij echter alleen nog dienst voor de opwekking van elektriciteit. Op 20 juni 1963 werd het wegens schade buiten dienst gesteld en in 1967 gesloopt. De watervoorziening werd in 1986 overgenomen door elektrisch aangedreven pompen.

## Restanten
Op de plek waar het paleis van Marly heeft gelegen, staat het Musée du Domaine royal de Marly, waar oorspronkelijke tekeningen, maquettes, machineonderdelen en etsen van de machine van Marly ondergebracht en te bezichtigen zijn.
Van het oorspronkelijk project zijn behoudens de twee reservoirs en het aquaduct alleen nog overgebleven de toegangspoort van het pomphuis aan de Quay Rennequin Sualem en een op het op een eilandje in de Seine gelegen gebouwtje uit het stoomtijdperk bewaard gebleven.